# Michel Vaarten
Michel Vaarten, (Turnhout, 17 de gener de 1957) fou un ciclista belga, que va ser professional del 1979 fins al 1992. Es va especialitzar en la pista on destaca la medalla de plata als Jocs Olímpics de Mont-real.

## Palmarès en pista
- 1976
  -  Medalla de plata als Jocs Olímpics de Mont-real de quilòmetre contrarellotge
- 1977
  -  Campió de Bèlgica de Quilòmetre
  -  Campió de Bèlgica de Velocitat
- 1978
  -  Campió de Bèlgica de Velocitat
  -  Campió de Bèlgica de Derny
  -  Campió de Bèlgica d'Òmnium
- 1979
  - 1r als Sis dies d'Anvers (amb René Pijnen i Albert Fritz)
- 1980
  - Campió d'Europa de madison (amb René Pijnen)
- 1981
  -  Campió de Bèlgica de Velocitat
- 1982
  -  Campió de Bèlgica de Velocitat
- 1986
  -  Campió del món de keirin

## Palmarès en ruta
- 1986
  - Vencedor d'una etapa al Tour de les Amèriques
- 1988
  - Vencedor d'una etapa al Tour de les Amèriques
- 1989
  - Vencedor d'una etapa al Tour de les Amèriques